# Huntsville (Ohio)
Huntsville és una població dels Estats Units a l'estat d'Ohio. Segons el cens del 2000 tenia 454 habitants.

## Demografia
Segons el cens del 2000, Huntsville tenia 454 habitants, 175 habitatges, i 134 famílies. La densitat de població era de 515,6 habitants per km².
Dels 175 habitatges en un 37,1% hi vivien nens de menys de 18 anys, en un 60,6% hi vivien parelles casades, en un 12,6% dones solteres, i en un 22,9% no eren unitats familiars. En el 17,7% dels habitatges hi vivien persones soles el 6,9% de les quals corresponia a persones de 65 anys o més que vivien soles. El nombre mitjà de persones vivint en cada habitatge era de 2,59 i el nombre mitjà de persones que vivien en cada família era de 2,93.
Per edats la població es repartia de la següent manera: un 26,9% tenia menys de 18 anys, un 7% entre 18 i 24, un 32,6% entre 25 i 44, un 20,3% de 45 a 60 i un 13,2% 65 anys o més.
L'edat mediana era de 34 anys. Per cada 100 dones de 18 o més anys hi havia 88,6 homes.
La renda mediana per habitatge era de 40.156 $ i la renda mediana per família de 44.306 $. Els homes tenien una renda mediana de 33.333 $ mentre que les dones 23.750 $. La renda per capita de la població era de 15.928 $. Aproximadament el 3,6% de les famílies i el 8,4% de la població estaven per davall del llindar de pobresa.

## Poblacions més properes
El següent diagrama mostra les poblacions més properes.